# Wojciech Myszor
Wojciech Myszor (ur. 9 marca 1972 w Miedźnej) – polski piłkarz, występujący na pozycji pomocnika, zawodnik Fortuny Bojszowy, Górnika Lędziny, Ruchu Radzionków, Odry Wodzisław Śląski, Ruchu Chorzów i GTS Bojszowy.
W latach 1994–2005 rozegrał 146 meczów, zdobywając 9 goli, na poziomie Ekstraklasy.

## Życie prywatne
Ojciec piłkarza Jakuba Myszora.